# طلال الشريف
طلال محمد ارشيد الشريف نائب أردني سابق، كان عضوًا في مجلس النواب الأردني السابع عشر حيث شارك في الانتخابات النيابية الأردنية 2013 وذلك عن الدائرة الأولى في محافظة عمان، وحاز على 2.814 صوتًا في الدائرة. جرى فصله من مجلس النواب في 10 سبتمبر 2013 وذلك عقب إطلاقه عيارًا ناريًا من سلاح أيه كيه-47 في حرم مجلس النواب، عقب جدال مع نائب آخر.

## حادثة إطلاق النار
أثناء جلسة عقدها البرلمان في 10 أيلول 2013 حصل خلاف بين الشريف وزميله النائب قصي الدميسي. وبينما حاول زملاء الشريف والدميسي بالإصلاح ذات بينهم اقترب الشريف من الدميسي للإعتذار وتوضيح سوء الفهم، إلا أن الشريف قوبل بالشتم وقام النائب الدميسي بصفعه. هرع الشريف بعدها نحو سيارته وأخذ سلاح AK-47 وتقدم بها لداخل المبنى، ولكن تم ايقافه من قبل الحرس الخاص بالبرلمان ومن قبل نواب آخرين معه في الجلسة. وبعدها أطلق طلقتين ناريتين على الأقل داخل البرلمان، ولم يصب الدميسي. تم نزع سلاحه أخيرًا من قبل الحرس واحتجازه. قام سعد هايل السرور، رئيس مجلس النواب بانهاء الجلسة ودعى لإجتماع طارئ في عشية ذلك اليوم. وتشير مصادر إلى أن الخلاف الذي شب بين الدميسي والشريف مرتبط بخلاف آخر بين الدميسي والنائب يحيى السعود حول إجراءات برلمانية والقانون الداخلي في المجلس.

## ما بعد الحادث
تم احتجاز الشريف وتوجيه له تهم الشروع بالقتل، وحيازة سلاح غير مرخص، ومقاومة رجال الأمن. وفي فترة التحقيق في التهم الموجهة للشريف أرسل إلى سجن الجويدة لمدة أربعين يوم. قام نائب زميل له في الدائرة الأولى، النائب محمد البرايسة، بزيارة الشريف في السجن «ووجده بحالة سيئة ونادمًا على فعلته» وبعد الحادث، عقد مجلس النواب اجتماعًا طارئًا تقرر فيها فصل لنائب طلال الشريف وتجميد عضوية النائب قصي الدميسي في البرلمان لمدة سنة بسبب «التهديد والذم والقدح والتحقير». صوت على القرار 134 صوتًا من أصل 136 لصالح الفصل. وبعد حصول الحادثة قام مجلس النواب بتبني اجراءات أكثر صرامة بعد أسبوع من الحادثة. وحسب القانون الجديد، فإن النائب الذي يقوم «بأفعال تلحق الضرر بمبنى البرلمان» يواجه عقوبات أشد قد تصل إلى الطرد وإلغاء العضوية. وبعدها قامت انتخابات لتعويض مكان النائب الشريف.
وفي 28 أكتوبر تشرين الأول، وبينما النائب طلال الشريف في السجن، وجهت إلى نائب آخر، يحيى السعود، تهمة تحريض الشريف قبل وقوع الحادثة. تم إطلاق سراحه في اليوم التالي لإنعدام الأدلة. تم عقد انتخابات لتعويض مقعد النائب طلال الشريف في التاسع من نوفمبر فاز فيها هيثم أبو خديجة. وردت أخبار أن طلال الشريف قد دخل في إضراب عن الطعام احتجاجًا على التأخر في عرضه على المحكمة. تم إخراجه بكفالة مالية في 21 نوفمبر تشرين الثاني.

## حوادث مشابهة
سبق الحادثة حوادث أخرى مشابهة أخرج فيها برلمانيون السلاح. في إحداها في عام 2012 أخرج نائب السلاح صوب ناشط سياسي خلال لقاء تلفزيوني، وفي أخرى في أول عام 2013 هدد نائب نائبًا آخر بالسلاح في جدال بشأن أسعار الوقود. إلا أن حادثة طلال الشريف تعد الأولى من نوعها حيث أطلق فيها عيار ناري داخل حرم البرلمان. صرح نائب آخر أن حادثة إطلاق النار أضرّت بسمعة الأردن.